# 一鳴路公園

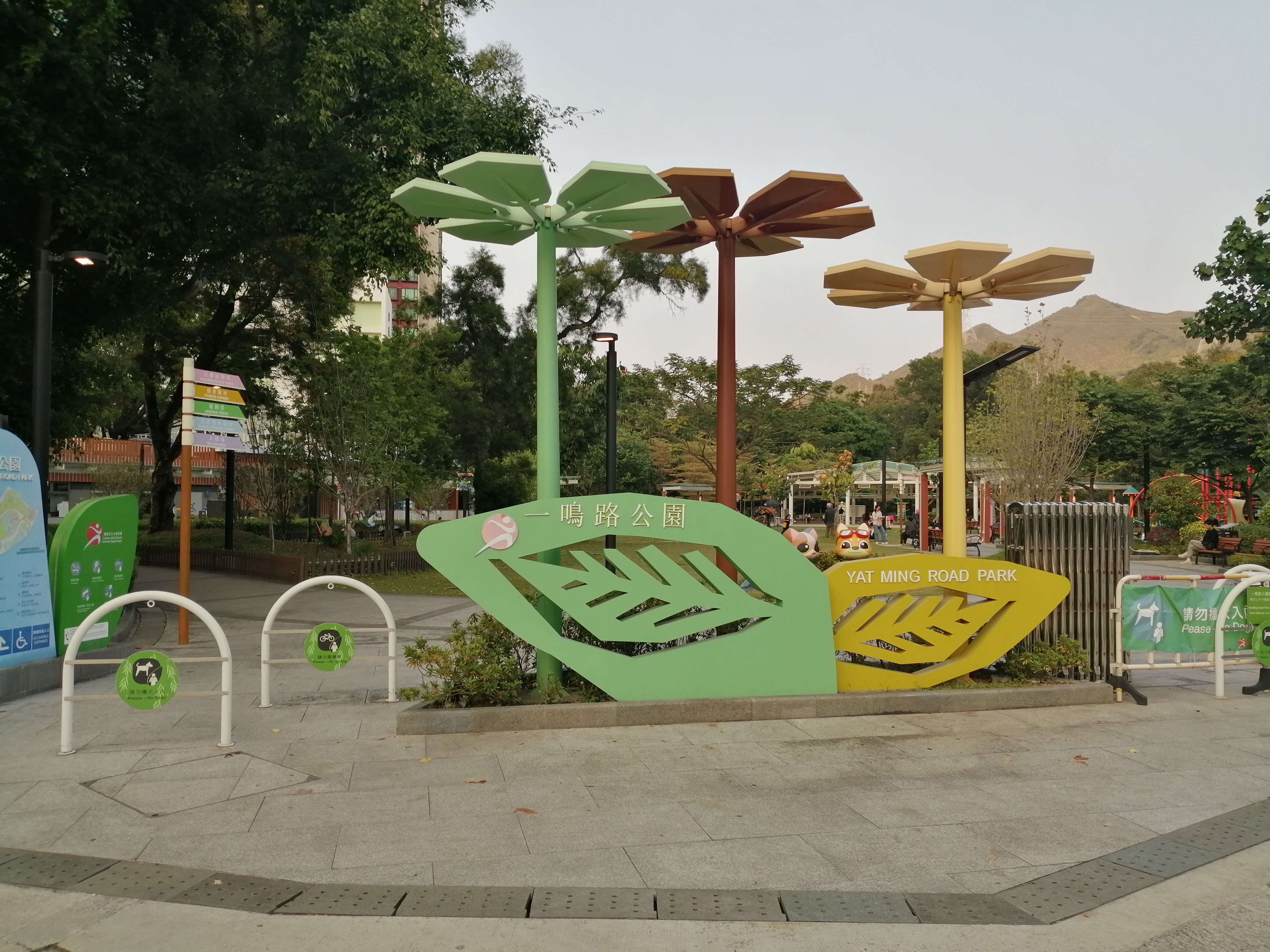
一鳴路公園

一鳴路公園（英語：Yat Ming Road Park），位於香港新界粉嶺百和路與一鳴路交界，是康樂及文化事務署管轄的公園，於2021年7月1日啟用，設有草坪、寵物公園、兒童遊樂園、200米長的緩跑徑等。其洗手間為通用洗手間。。
區域市政局自從1991年開始已經規劃將該土地作為公園之用。2013年，有傳媒報導土地規劃丟空多年。2019年，政府計劃興建一鳴路公園。公園面積8700平方米，由康樂及文化事務署與建築署共同設計，耗資1.24億港元建造。